# New Lanark
New Lanark este un sat scoțian pe fluviul Clyde, la circa 2 km de orașul Lanark. A fost fondat în 1786 de David Dale care a costruit case și fabrici de bumbac. În 1800, Dale a vândut fabricile și satul lui Robert Owen, un filantrop cu inspirații socialiste.